# Finale de la Coupe UEFA 2000-2001
La finale de la Coupe UEFA 2000-2001 est un match de football disputé le 16 mai 2001 opposant l'équipe anglaise du Liverpool FC aux Espagnols du Deportivo Alavés au Westfalenstadion de Dortmund, en Allemagne. Ce match est le dernier de l'édition 2000-2001 de la Coupe UEFA, deuxième compétition majeure organisée par l'UEFA. Il s'agît de la troisième finale de Coupe UEFA de Liverpool après 1973 et 1976, ainsi que la première finale de coupe européenne du club depuis le drame du Heysel. Le Deportivo Alavés dispute quant à lui sa première finale de compétition européenne.
Chacune des deux équipes finalistes a dû passer six tours pour atteindre la finale, chacun de ces tours se jouant sur deux matchs aller-retour. Liverpool a ainsi remporté toutes ses confrontations par moins de deux buts d'écart, éliminant notamment l'AS Rome et le FC Barcelone par un seul but d'écart. Le Deportivo Alavés s'est quant à lui illustré par une grande efficacité offensive, inscrivant un minimum de quatre buts dans chacune de ses confrontations et ayant notamment vaincu l'Inter Milan sur le score de 5 à 3 ainsi que le demi-finaliste Kaiserslautern sur le score cumulé de 9 buts à 2.
L'affluence de la finale est de 48 050 spectateurs. En première mi-temps, Liverpool prend l'avantage dès la troisième minute par un but de Markus Babbel avant doubler la mise par Steven Gerrard à la 16e minute. Un but d'Iván Alonso permet aux Espagnols de revenir dans le match avant que Gary McAllister ne transforme un penalty en fin de première période. Le Deportivo parvient à égaliser rapidement grâce à un doublé de Javi Moreno aux 47e et 49e minutes. Liverpool reprend ensuite l'avantage par l'intermédiaire de Robbie Fowler à la 72e minute avant que Jordi Cruijff n'égalise une nouvelle fois en toute fin de rencontre. Le score à l'issue du temps réglementaire est de quatre buts partout et la rencontre se poursuit en prolongation. Après une première mi-temps sans but, le match se termine sur un but contre son camp de Delfí Geli à la 116e minute qui offre à Liverpool sa troisième victoire dans la compétition par la règle du but en or. Cette victoire permet à Liverpool de compléter un triplé inédit Coupe de la Ligue-Coupe d'Angleterre-Coupe UEFA.

## Parcours des finalistes
Note : dans les résultats ci-dessous, le score du finaliste est toujours donné en premier (D : domicile ; E : extérieur).
| Liverpool FC   | Liverpool FC | Liverpool FC | Liverpool FC | Tour                | Deportivo Alavés  | Deportivo Alavés | Deportivo Alavés | Deportivo Alavés |
| -------------- | ------------ | ------------ | ------------ | ------------------- | ----------------- | ---------------- | ---------------- | ---------------- |
| Adversaire     | Total        | Aller        | Retour       |                     | Adversaire        | Total            | Aller            | Retour           |
| Rapid Bucarest | 1 - 0        | 1 - 0 (E)    | 0 - 0 (D)    | Premier tour        | Gaziantep SK      | 4 - 3            | 0 - 0 (D)        | 4 - 3 (E)        |
| Slovan Liberec | 4 - 2        | 1 - 0 (D)    | 3 - 2 (E)    | Deuxième tour       | Lillestrøm SK     | 5 - 3            | 3 - 1 (E)        | 2 - 2 (D)        |
| Olympiakos     | 4 - 2        | 2 - 2 (E)    | 2 - 0 (D)    | Seizièmes de finale | Rosenborg BK      | 4 - 2            | 1 - 1 (D)        | 3 - 1 (E)        |
| AS Rome        | 2 - 1        | 2 - 0 (E)    | 0 - 1 (D)    | Huitièmes de finale | Inter Milan       | 5 - 3            | 3 - 3 (D)        | 2 - 0 (E)        |
| FC Porto       | 2 - 0        | 0 - 0 (E)    | 2 - 0 (D)    | Quarts de finale    | Rayo Vallecano    | 4 - 2            | 3 - 0 (D)        | 1 - 2 (E)        |
| FC Barcelone   | 1 - 0        | 0 - 0 (E)    | 1 - 0 (D)    | Demi-finales        | FC Kaiserslautern | 9 - 2            | 5 - 1 (D)        | 4 - 1 (E)        |

### Liverpool FC
Le Liverpool FC entre dans la compétition en tant que quatrième du championnat anglais. Il est opposé aux Roumains du Rapid Bucarest lors du premier tour. Le match aller se joue au stade Giuleşti-Valentin Stănescu de Bucarest. À l'issue de la rencontre, les Anglais l'emportent sur le score d'un but à zéro par l'intermédiaire de Nick Barmby. Le match retour à Anfield se conclut sur un match nul vierge, permettant à Liverpool de l'emporter grâce à sa victoire au match aller.
Lors du deuxième tour, Liverpool se voit opposé aux Tchèques du Slovan Liberec. Alors que le match aller à Anfield semblait se diriger vers un nouveau match nul, Emile Heskey parvient à donner l'avantage aux Reds à la 87e minute. Lors du match retour au Stadion u Nisy de Liberec, les Tchèques inscrivent un but dès la 10e minute pour remettre les deux équipes à égalité. Vers la moitié de la première mi-temps, Nick Barmby parvient à inscrire le but de l'égalisation pour les visiteurs. En deuxième mi-temps, Barmby et Michael Owen inscrivent tous deux un but avant que le remplaçant David Breda ne marque un deuxième but pour les locaux en fin de rencontre. Au terme de la rencontre, Liverpool l'emporte 3 buts à 2 et se qualifie avec un score cumulé de 4 à 2.
Au troisième tour, les Reds font face aux Grecs de l'Olympiakos. Lors du match aller au stade Karaïskaki du Pirée, alors que Liverpool semblait se diriger vers une victoire 2 buts à 1 par des buts de Nick Barmby et de Steven Gerrard, les locaux inscrivent un but dans les dernières secondes du match et arrachent le match nul à deux partout. À Anfield, les Reds parviennent cependant à l'emporter sur le score de 2 buts à 0 par le biais de Barmby et d'Heskey pour un score cumulé de 4 buts à 2.
Le quatrième tour voit s'opposer les Anglais au club italien de l'AS Rome. Le match aller prend place au Stadio Olimpico de Rome, où Liverpool a remporté Ligue des champions à deux reprises en 1977 et en 1984. Les Liverpuldiens ayant d'ailleurs dû se défaire des Romains lors de cette dernière victoire. Les Reds sortent finalement vainqueurs du match aller par deux buts de Michael Owen en deuxième mi-temps. Le match retour à Anfield se voit beaucoup plus serré, Rome inscrivant un but à la 70e pour prendre l'avantage et tentant d'en inscrire un second pour forcer la prolongation. Les Italiens se virent accorder un penalty à la 77e pour une main de Markus Babbel, mais alors que le tireur se préparait, l'arbitre espagnol José García-Aranda change d'avis et donne finalement un corner aux Romains. Cela crée une grande frustration chez les Italiens qui écopent de plusieurs cartons jaunes, dont Damiano Tommasi qui est exclu après avoir déjà été averti. Par la suite, Rome ne parvient pas à inscrire le deuxième but et Liverpool se qualifie pour les quarts de finale sur le score total de 2 buts à 1.
En quarts de finale, Liverpool rencontre le FC Porto. Le match aller au Portugal se conclut par un match nul 0-0. Les Anglais remportent ensuite le match retour en Angleterre sur le score de 2 buts à 0 par des buts de Danny Murphy et de Michael Owen en première mi-temps, qualifiant Liverpool pour les demi-finales.
Le tirage au sort des demi-finales oppose les Reds aux Espagnols du FC Barcelone. Les Anglais parviennent à obtenir un match nul vierge à l'issue de la rencontre aller au Camp Nou. Le match retour à Anfield se voit lui aussi très serré, le seul but de la rencontre étant inscrit sur penalty par Gary McAllister à la 44e minute, permettant à Liverpool de remporter la confrontation et de se qualifier pour la finale.

### Deportivo Alavés
Le Deportivo Alavés entre dans la compétition en tant que sixième du championnat espagnol. Il est opposé aux Turcs du Gaziantepspor lors du premier tour. Le match aller se joue dans le stade du Deportivo, l'Estadio Mendizorroza. Si ce match se termine sur un match nul 0-0, le match retour est lui plus agité. En effet, sept buts sont marqués et le Deportivo l'emporte sur le score de 4 buts à 3.
Au deuxième tour, Alavés se voit opposé aux Norvégiens de Lillestrøm. Au terme du match aller au Åråsen Stadion de Kjeller, le Deportivo l'emporte 3 buts à 1 par des buts d'Ibon Begoña, Óscar Téllez et Cosmin Contra. Après un match nul deux partout à domicile, les Espagnols se qualifient avec un score cumulé de 5 buts à 3.
Lors du troisième tour, le Deportivo rencontre une nouvelle équipe norvégienne, Rosenborg. Le match aller en Espagne se conclut sur un nul un partout. Le match retour se déroule au Lerkendal Stadion de Trondheim. Alavés y prend rapidement l'avantage après un but contre son camp de Bent Inge Johnsen. Les Espagnols inscrivent ensuite deux nouveaux buts en deuxième période, Rosenborg réduisant l'écart en fin de rencontre. Le Deportivo se qualifie donc sur le score total de 4 buts à 2.
Les Espagnols font face aux Italiens de l'Inter Milan, triple vainqueurs de la compétition, à l'occasion du quatrième tour. Le premier match, en Espagne, voit les Milanais prendre l'avantage et mener 3 buts à 1 à la 70e minutes après un doublé d'Álvaro Recoba et un but de Christian Vieri. Alavés parvient cependant à revenir par des buts d'Óscar Téllez et d'Iván Alonso et arrache le match nul à trois partout. Et alors que le match retour au stade Giuseppe-Meazza semblait se diriger vers un match nul vierge qui aurait qualifié l'Inter, Jordi Cruijff parvient à ouvrir la marque à la 78e minute pour redonner l'avantage aux Espagnols. Un nouveau but, d'Ivan Tomić cette fois, cinq minutes plus tard permet au Deportivo de l'emporter 2 à 0 et de se qualifier pour les quarts de finale sur le score cumulé de 5 buts à 3.
En quarts de finale, le Deportivo affronte les compatriotes du Rayo Vallecano. Alavés remporte le match aller à domicile sur le score de 3 buts à 0. Lors du match retour, le Deportivo prend rapidement l'avantage par le biais de Jordi Cruijff. Le Rayo parvient ensuite à inscrire deux buts pour prendre l'avantage mais ne peut refaire son retard et Alavés l'emporte sur le score total de 4 buts à 2.
Les demi-finales opposent Alavés aux Allemands de Kaiserslautern. Le match aller en Espagne voit quatre penaltys être accordés : trois pour le Deportivo et un pour Kaiserslautern. Tous transformés. Le Deportivo inscrit ensuite deux autres buts par Cruijff et Magno Mocelin pour remporter une large victoire 5 à 1. Afin de l'emporter, les Allemands sont désormais forcés d'inscrire au moins quatre buts . Si la rencontre démarre bien pour eux avec un but de Youri Djorkaeff à la 7e minute, les Espagnols mettent rapidement un terme aux espoirs allemands en inscrivant quatre buts par la suite pour l'emporter sur le score de 4 buts à 1. Finalement, le Deportivo se qualifie pour la finale de la Coupe UEFA pour sa première saison en coupe d'Europe sur le score cumulé de 9 buts à 2.

## Match

### Contexte
Le Liverpool FC dispute à cette occasion sa troisième finale de Coupe UEFA, ayant remporté les deux précédentes en 1973 et en 1976. Il s'agit également de sa première finale de coupe européenne depuis le drame du Heysel lors de la finale de la Coupe des clubs champions de 1985 et l'exclusion du club de toutes compétitions européennes pendant six ans. Le Deportivo Alavés dispute quant à lui sa première finale de coupe d'Europe, et ce à l'occasion de sa première participation à une compétition européenne.
Au moment de la finale, Liverpool a déjà remporté deux trophées lors de la saison 2000-2001. Le premier est la Coupe de la Ligue anglaise, remportée en février après avoir défait Birmingham City aux tirs au but 5 à 4 après un match nul un partout. Le deuxième est la Coupe d'Angleterre remportée quatre jours plus tôt face à Arsenal sur le score de 2 buts à 1. Les Anglais viennent donc avec l'intention de remporter un triplé inédit. En championnat, les Reds pointent à la 3e place du classement, synonyme de qualification au troisième tour préliminaire de la Ligue des champions 2001-2002, à une journée de la fin. Du côté des Espagnols, le bilan est plus mitigé, ceux-ci s'étant fait éliminer de la Coupe d'Espagne dès leur entrée en lice par le Gimnástica Torrelavega aux tirs au but (4-1) après un match nul deux partout. En championnat, le club pointe à la 9e place avec quatre journées restantes, à deux points d'une qualification en Coupe UEFA 2001-2002 et à dix d'une qualification en Ligue des champions.
Pour cette rencontre, Liverpool opte pour une formation en 4-4-2, n'effectuant qu'un seul changement par-rapport à l'équipe victorieuse en coupe d'Angleterre quelques jours plus tôt, Gary McAllister prenant la place de Vladimír Šmicer. Robbie Fowler, qui avait exprimé son mécontentement d'être mis sur le banc des remplaçants à l'occasion de la finale de la coupe, n'est une nouvelle fois pas titulaire. Emile Heskey et Michael Owen sont les deux fers de lance de l'attaque anglaise. Le Deportivo Alavés évolue quant à lui dans une formation en 5-3-2, avec Cosmin Contra, Dan Eggen, Antonio Karmona, Óscar Téllez et Delfí Geli en défense. En attaque, Martín Astudillo et Jordi Cruyff évoluent derrière l'attaquant de pointe Javi Moreno.

### Résumé

#### Première mi-temps
Liverpool remporte le toss et donne le coup d'envoi de la rencontre. Les Anglais parviennent à marquer en moins de quatre minutes, prenant l'avantage lorsque Markus Babbel envoie, de la tête, un coup franc de Gary McAllister au fond des filets. Les Liverpuldiens manquent ensuite de doubler la mise quelques minutes plus tard lorsqu'Emile Heskey se trouve lancé par une passe de McAllister, que le gardien Martín Herrera parvient cependant à dégager avec ses pieds. Deux minutes plus tard, Martín Astudillo écope d'un carton jaune pour une faute sur Heskey. Le joueur de Liverpool Gary McAllister reçoit également un carton jaune pour être allé s'en prendre à lui après cette faute. Le Deportivo Alavés voit venir sa première occasion franche à la 12e minute lorsque Stéphane Henchoz concède un coup franc aux abords de la surface de réparation anglaise. Oscar Téllez enroule sa frappe qui file vers le but, mais le gardien Sander Westerveld parvient à la repousser. Trois minutes plus tard, Michael Owen réceptionne une passe de Dietmar Hamann et envoie une passe en diagonale vers Steven Gerrard, dont la frappe trompe le gardien du Deportivo, donnant à Liverpool un avantage de deux buts.
Quelques minutes plus tard, l'entraîneur d'Alavés Mané procède à son premier changement du match, remplaçant le défenseur norvégien Dan Eggen par l'attaquant uruguayen Iván Alonso. Ce changement s'avère payant quatre minutes plus tard lorsque, à la suite d'un centre du latéral droit Cosmin Contra, Alonso s'élève au-dessus de Markus Babbel et permet à son équipe de réduire l'écart . Quelques instants après, les Espagnols manquent d'égaliser lorsque Contra parvient une nouvelle à envoyer le ballon dans la surface de réparation, qui est cependant dégagé par Stéphane Henchoz. Alavés se procure une nouvelle occasion d'égaliser à la 35e minute, lorsqu'une tête d'Alonso retombe sur Javi Moreno, qui parvient à défaire Henchoz avant de voir sa frappe repoussée par le gardien Westerveld. Le rebond retombe ensuite sur Ivan Tomić, mais dont la frappe est repoussée une nouvelle par le gardien néerlandais. Cinq minutes plus tard, Liverpool se voit accorder un penalty après que le gardien Herrera ait fait tomber Michael Owen dans sa surface de réparation, lui valant un carton jaune dans la foulée. Gary McAllister transforme le penalty et offre à Liverpool une avance de deux buts à la mi-temps.

#### Deuxième mi-temps

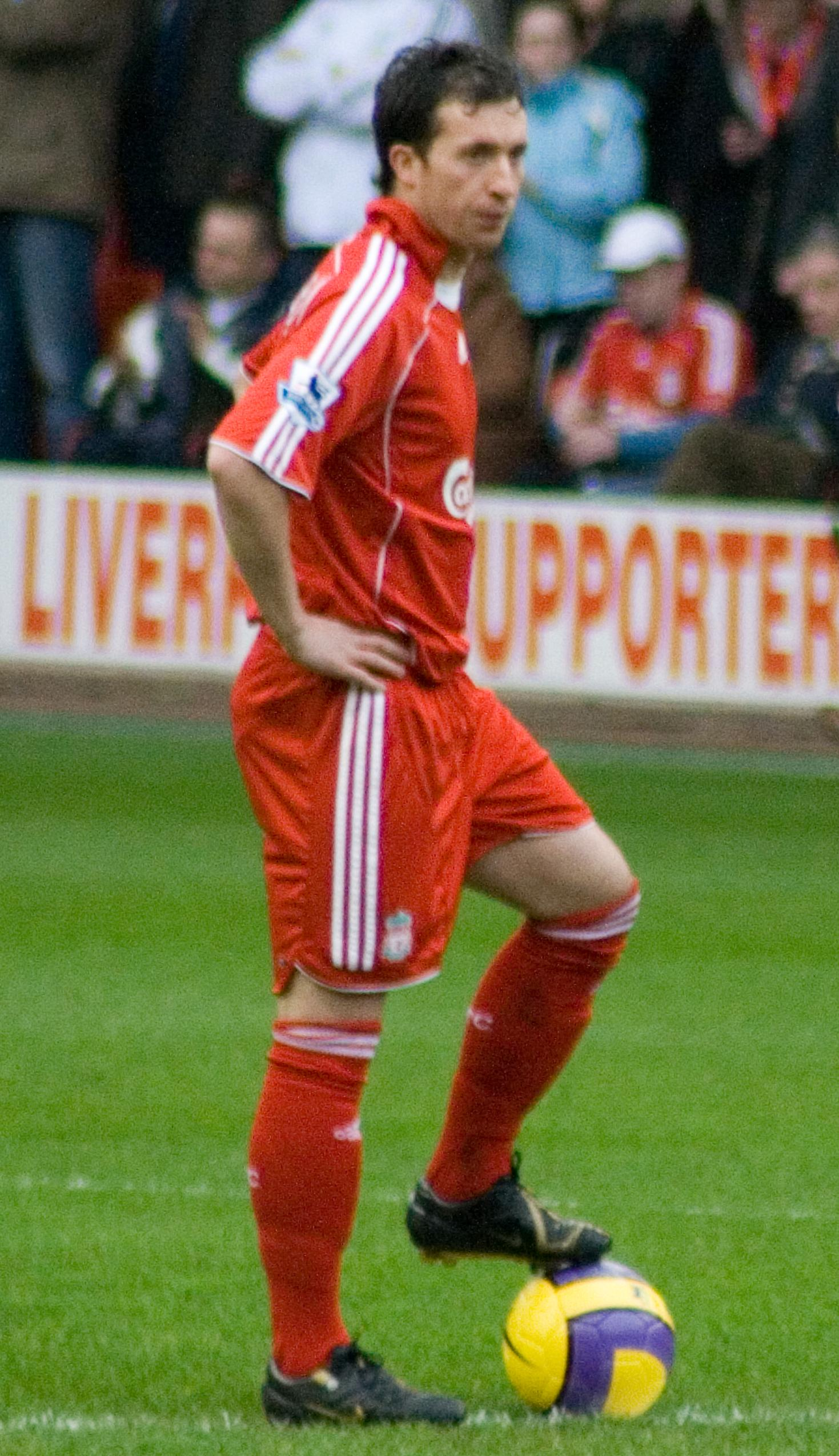
Robbie Fowler inscrit le quatrième but de Liverpool.

Durant la mi-temps, Alavès effectue son deuxième changement et Magno Mocelin fait son entrée à la place de Martín Astudillo. Au contraire de la première période, c'est cette fois le Deportivo qui entame bien sa deuxième période. En effet, à la suite d'un nouveau centre de Contra depuis le côté droit, Moreno parvient à reprendre le ballon de la tête et à battre Westerveld pour réduire l'écart à 3–2 après seulement deux minutes. L'égalisation intervient deux minutes plus tard, lorsque Moreno inscrit un nouveau but, cette fois sur un coup franc traversant le mur et battant Westerveld pour ramener les deux équipes à trois partout. L'entraîneur de Liverpool Gérard Houllier réagit à cette égalisation en remplaçant Stéphane Henchoz par Vladimír Šmicer. Steven Gerrard est lui replacé arrière droit en conséquence . Trois minutes plus tard, Owen est mis à terre par le défenseur Antonio Karmona, qui est averti. Liverpool se voit donc accorder un coup franc, que McAllister envoie dans le mur espagnol. À la 64e minute, les deux entraîneurs procèdent à un changement. Robbie Fowler remplace Emile Heskey côté anglais tandis que Pablo Gómez remplace le double buteur Javi Moreno pour le dernier changement des Espagnols.
Huit minutes plus tard, Gary McAllister passe la balle à Fowler qui, parti du côté gauche, repique dans l'axe et envoie sa frappe dans le petit filet opposé pour redonner l'avantage à Liverpool à 18 minutes de la fin du match. Deux minutes plus tard, Liverpool effectue leur dernier changement et Michael Owen est remplacé par Patrik Berger. À la 82e minute, les joueurs d'Alavés réclament un penalty après que Dietmar Hamann ait semblé avoir fait faute sur Magno dans la surface de réparation. Le Brésilien est cependant averti pour simulation. Alors qu'il reste deux minutes au temps réglementaire, Westerveld concède un corner. Celui-ci est envoyé dans le but par Jordi Cruyff de la tête qui égalise une nouvelle fois à quatre partout. Durant la deuxième minute de temps additionnel, Contra s'écroule dans la surface anglaise après avoir été mis sous pression par Steven Gerrard, l'arbitre considère cependant qu'il n'y a pas faute. À la suite de cela, l'arbitre siffle la fin du temps réglementaire, signifiant que le match devra se décider sur les trente minutes de prolongation ou, si le match nul persiste, aux tirs au but.

#### Prolongation
La règle du but en or est en usage durant la prolongation, signifiant que la première équipe qui marque l'emporte. Liverpool donne le coup d'envoi de la prolongation et, moins de trois minutes après, Alavés semble avoir déjà inscrit le but de la victoire, cependant le but d'Ivan Alonso est refusé car celui-ci était hors-jeu. Une minute plus tard, Óscar Téllez est averti après une faute sur Robbie Fowler. Quatre minutes plus tard, Alavés se trouve réduit à dix après que Magno se soit vu montré un deuxième carton à la suite d'un tacle à deux pieds sur Markus Babbel. À une minute de la fin de la première période de la prolongation, Fowler inscrit un but, qui est lui aussi refusé pour cause de hors-jeu.
Le Deportivo donne le coup d'envoi de la deuxième période de la prolongation, et de suite après, Babbel est averti pour une faute sur Delfí Geli à 27 mètres du but. Le coup franc en résultant est envoyé au-dessus du but par Hermes Desio. Trois minutes après, Liverpool a une chance de marquer, mais Fowler ne parvient pas à atteindre le centre de Steven Gerrard et la balle est dégagée par la défense espagnole. À la 115e minute du match, le Deportivo est réduit à neuf alors qu'Antonio Karmona est averti une nouvelle fois et exclut en conséquence après une faute sur Vladimír Šmicer. Le coup franc qui en résulte est envoyé dans la surface de réparation par McAllister, tandis que Geli envoie la balle dans son propre but de la tête. Du fait de la règle du but en or, ce but sonne la fin du match et Liverpool s'impose ainsi sur le score final de 5 buts à 4 pour gagner sa troisième Coupe UEFA, lui permettant également de compléter son triplé.

### Feuille de match
| ·               |                     |     |
| Titulaires :    |                     |     |
|                 |                     |     |
| 1               | Sander Westerveld   |     |
| 2               | Stéphane Henchoz    | 55e |
| 6               | Markus Babbel       |     |
| 8               | Emile Heskey        | 64e |
| 10              | Michael Owen        | 78e |
| 12              | Sami Hyypiä         |     |
| 13              | Danny Murphy        |     |
| 16              | Dietmar Hamann      |     |
| 17              | Steven Gerrard      |     |
| 21              | Gary McAllister     |     |
| 23              | Jamie Carragher     |     |
|                 |                     |     |
| Remplaçants :   |                     |     |
| 19              | Pegguy Arphexad     |     |
| 27              | Grégory Vignal      |     |
| 29              | Stephen Wright (en) |     |
| 7               | Vladimír Šmicer     | 55e |
| 15              | Patrik Berger       | 78e |
| 20              | Nick Barmby         |     |
| 9               | Robbie Fowler       | 64e |
|                 |                     |     |
| Entraîneur :    |                     |     |
| Gérard Houllier |                     |     |

| ·             |                      |     |
| Titulaires :  |                      |     |
|               |                      |     |
| 1             | Martín Herrera       |     |
| 2             | Cosmin Contra        |     |
| 4             | Dan Eggen            | 22e |
| 5             | Antonio Karmona (en) |     |
| 6             | Óscar Téllez (en)    |     |
| 7             | Delfí Geli           |     |
| 9             | Javi Moreno          | 64e |
| 14            | Jordi Cruijff        |     |
| 15            | Ivan Tomić           |     |
| 16            | Hermes Desio         |     |
| 18            | Martín Astudillo     | 46e |
|               |                      |     |
| Remplaçants : |                      |     |
| 25            | Kike Burgos (en)     |     |
| 3             | Ibon Begoña (en)     |     |
| 17            | Raúl Gañán (en)      |     |
| 20            | Jorge Azkoitia (en)  |     |
| 10            | Pablo Gómez (en)     | 64e |
| 11            | Magno (en)           | 46e |
| 19            | Iván Alonso          | 22e |
|               |                      |     |
| Entraîneur :  |                      |     |
| Mané          |                      |     |

| ·               |                     |     |
| Titulaires :    |                     |     |
|                 |                     |     |
| 1               | Sander Westerveld   |     |
| 2               | Stéphane Henchoz    | 55e |
| 6               | Markus Babbel       |     |
| 8               | Emile Heskey        | 64e |
| 10              | Michael Owen        | 78e |
| 12              | Sami Hyypiä         |     |
| 13              | Danny Murphy        |     |
| 16              | Dietmar Hamann      |     |
| 17              | Steven Gerrard      |     |
| 21              | Gary McAllister     |     |
| 23              | Jamie Carragher     |     |
|                 |                     |     |
| Remplaçants :   |                     |     |
| 19              | Pegguy Arphexad     |     |
| 27              | Grégory Vignal      |     |
| 29              | Stephen Wright (en) |     |
| 7               | Vladimír Šmicer     | 55e |
| 15              | Patrik Berger       | 78e |
| 20              | Nick Barmby         |     |
| 9               | Robbie Fowler       | 64e |
|                 |                     |     |
| Entraîneur :    |                     |     |
| Gérard Houllier |                     |     |

| ·             |                      |     |
| Titulaires :  |                      |     |
|               |                      |     |
| 1             | Martín Herrera       |     |
| 2             | Cosmin Contra        |     |
| 4             | Dan Eggen            | 22e |
| 5             | Antonio Karmona (en) |     |
| 6             | Óscar Téllez (en)    |     |
| 7             | Delfí Geli           |     |
| 9             | Javi Moreno          | 64e |
| 14            | Jordi Cruijff        |     |
| 15            | Ivan Tomić           |     |
| 16            | Hermes Desio         |     |
| 18            | Martín Astudillo     | 46e |
|               |                      |     |
| Remplaçants : |                      |     |
| 25            | Kike Burgos (en)     |     |
| 3             | Ibon Begoña (en)     |     |
| 17            | Raúl Gañán (en)      |     |
| 20            | Jorge Azkoitia (en)  |     |
| 10            | Pablo Gómez (en)     | 64e |
| 11            | Magno (en)           | 46e |
| 19            | Iván Alonso          | 22e |
|               |                      |     |
| Entraîneur :  |                      |     |
| Mané          |                      |     |

## Après-match
Avec sa troisième victoire en Coupe UEFA, Liverpool égale le record de l'Inter Milan et de la Juventus comme équipe la plus titrée de la compétition jusqu'au quatrième sacre du FC Séville en 2015. Ayant déjà remporté la Coupe de la Ligue et la Coupe d'Angleterre, ce succès constitue le troisième trophée de la saison pour le club.
Le match a été salué comme étant l'une des finales les plus excitantes des temps modernes, Alan Hansen la déclarant : « Meilleure finale de tous les temps ». L'entraîneur de Liverpool Gérard Houllier salue quant à lui ses joueurs pour avoir « produit un match dont on se souviendra longtemps », saluant également l'équipe du Deportivo Alavés. Il en profite également pour répondre aux critiques décrivant son équipe comme ennuyeuse en pointant que le total de buts de la saison est le troisième plus élevé de l'histoire du club avec 123 buts en 62 matchs.
La performance de Gary McAllister, nommé homme du match, est mise en avant après la rencontre, Trevor Brooking la décrivant comme étant « exceptionnelle ». Alan Hansen salue également la performance du joueur, affirmant qu'il méritait entièrement sa récompense d'homme du match.
L'entraîneur du Deportivo Alavés José Manuel Esnal rend quant à lui hommage à ses joueurs malgré la défaite, affirmant que « Dortmund a vu une grande finale », et précisant le statut de petit poucet de la compétition de son équipe. Il note également la force de caractère de ses joueurs, qui sont revenus au score à deux reprises, ajoutant que ceux-ci avaient joué « avec fierté et classe », mais reconnaissant que cela les avait énormément fatigué lors de la prolongation, et admettant sa défaite en rappelant qu'en même temps qu'une équipe perd une finale, une autre doit l'emporter.
Malgré ce succès, Liverpool n'a pas eu le temps de célébrer sa victoire, alors qu'un match important en championnat face à Charlton Athletic se profilait trois jours après. En effet, une victoire lors de cette rencontre aurait permis aux Reds d'assurer la troisième place en championnat synonyme de qualification en Ligue des champions. Les Liverpuldiens remportent finalement la rencontre sur le score de 4 à 0 et assurent leur place en Ligue des champions 2001-2002. En tant que vainqueur de la Coupe UEFA, Liverpool est à ce titre qualifié pour la Supercoupe d'Europe 2001 face au Bayern Munich, vainqueur de la Ligue des champions. Les Anglais l'emportent alors sur le score de 3 buts à 2, devenant ainsi la première équipe anglaise à remporter cinq trophées sur une seule année civile, après avoir également remporté la Charity Shield deux semaines plus tôt.
Après la finale, le Deportivo Alavés enchaîne quant à lui quatre défaites de suite en championnat, rencontrant notamment le FC Barcelone puis le Real Madrid directement après la finale, et termine à la 10e place au terme de la saison, à dix points d'une nouvelle qualification en coupe d'Europe.